# Макаров Богдан Андрійович
Богда́н Андрі́йович Макаров — майор [джерело?] Збройних сил України, учасник російсько-української війни.

## Бойовий шлях
Командир танку, 51-ша бригада.
23 липня 2014 року комбриг Пивоваренко Павло Васильович на околиці Сєвєродонецька віддає наказ командиру БТРа Павлу Плужнику увійти до Лисичанська та зайняти оборону. На підтримку рушив танк Макарова та БМП із десантним розрахунком підполковника Василя Спасьонова, бійці Нацгвардії. У танку, в складі якого, крім Макарова були механік Олексій Колян та навідник-оператор Юрій Боштан, було лише 3 кумулятивні снаряди, за 10 хвилин встигли з іншого танка перебрати ще 15 набоїв. Танк, БМП та 30 піхотинців почали входити до міста. БМП пошкодило мінометним обстрілом, танкісти цього не побачили та рушили вглиб Лисичанська.
В ході міського бою танкісти знищили ворожий БРДМ та 5 бойовиків. В ході бою було знищено 4 мінометні розрахунки та снайпера — загалом до 40 бойовиків. Завершивши бій, танкісти повернулися до БМП, там лежав поранений командир з Нацгвардії, два вбитих гвардійця, підполковник Василь Спасьонов ховався обабіч дороги від пострілів ворожого кулемета. В подальшому бою важкопоранений Богдан Макаров, тіло Спасьонова Василя Володимировича знайшли через тиждень.
Після операції Макаров потребував реабілітації, яку йому забезпечила родина українців з Кіпру.

## Вшанування
21 жовтня 2014 року — за особисту мужність і героїзм, виявлені у захисті державного суверенітету та територіальної цілісності України, вірність військовій присязі під час російсько-української війни, відзначений — нагороджений орденом «За мужність» III ступеня.
- 3 жовтня 2020 року за особисту мужність та героїзм, виявленні у захисті державного суверенітету та територіальної цілісності України, в боях на Сході України під час церемонії нагородження недержавним орденом «Народний Герой України» був нагороджений Срібним тризубом.
- 11 жовтня 2023 року за визначні заслуги в забезпеченні обороноздатності України, зміцненні національної безпеки, бездоганну військову службу, зразкове виконання військового обов'язку під час збройної агресії російської федерації проти України та виявленні при цьому високий професіоналізм, честь і доблесть - нагороджений відзнакою Міністерства оборони України «Вогнепальна зброя»